# Zellige

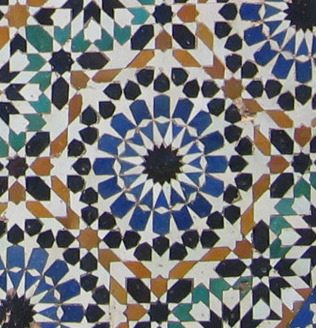
Zellige numa fonte da Place El-Hedine, em Meknès

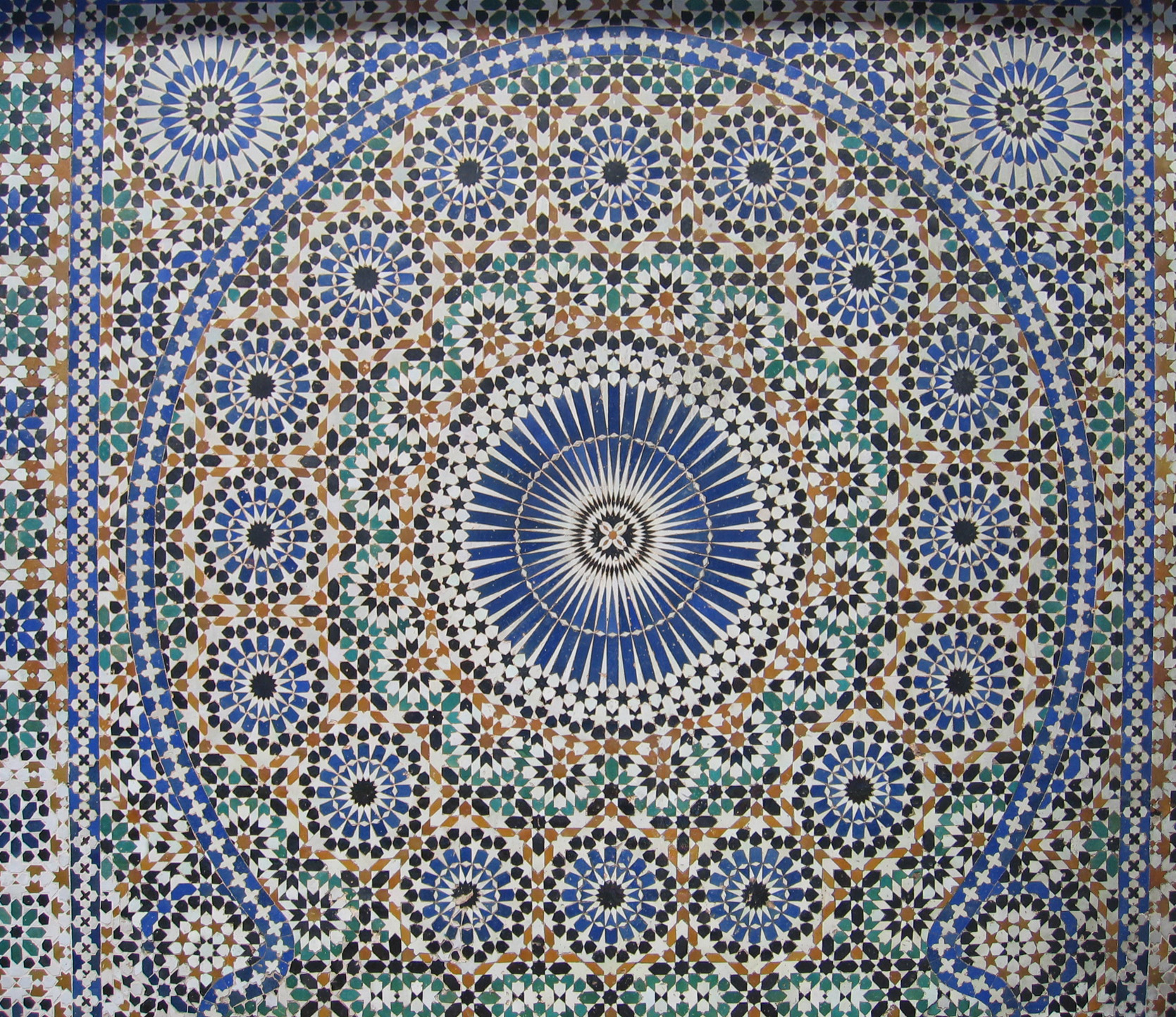

Zellige, zillij ou zellij (em árabe: الزليج‎) é um tipo de mosaico cerâmico, constituído por uma ladrilho de terracota com pequenas placas esmaltadas coladas em gesso e dispostas de forma geométrica. É característico da arquitetura marroquina, onde é usado como ornamento de paredes, tetos, fontes, pavimentos, lagos, mesas, etc.

## História
A arte do zellige floresceu no período hispano-mourisco (azulejo) de Marrocos, tendo surgido em Marrocos no século X apresentando nuances de branco e castanho. A arte permaneceu muito limitada em uso até que a dinastia merínida lhe deu importância, cerca do século XIV. As cores azuis, vermelha, verde e amarela foram introduzidas no século XVII. Os antigos esmaltes com cores naturais foram usadas até ao início do século XX e até aí as cores não devem ter evoluído muito desde os merínidas. As cidades de Fez e Marraquexe continuam a ser o centro da arte do zellige.
Os patronos da arte usaram o zellige para decorar as suas casas como sinal de luxo e sofisticações. Tipicamente, o zellige é uma série de motivos usando motivos geométricos coloridos. Esta forma de expressão surgiu da necessidade dos artistas islâmicos de criar decorações  espaciais evitando a representação de seres vivos, que é proibida pela lei islâmica.

## Formas e características
A rica palete de cores do zellige permite que as composições se multipliquem infinitamente. A forma mais corrente do zellige é um quadrado cujas dimensões são variáveis. Há outras formas possíveis, como a octogonal, combinada com um cabochon, estrela, cruz, etc. O azulejo é moldado com uma espessura de aproximadamente dois centímetros. Existem quadrados simples de 10 cm de lado ou com cantos cortados de forma a serem combinados com um cabochon colorido. Para pavimentos, é também usado o bejmat, uma placa de aproximadamente 15 por 5 cm.
Os ornamentos empregam frequentemente caligrafia cúfica, pois esta combina perfeitamente com a geometria dos mosaicos, e muitas vezes os motivos culminam num Rub El Hizb. As formas usadas nos mosaicos são atualmente motivo de investigação académica no campo da matemática, a qual é também usada para modelar os motivos a usar nos mosaicos, como aconteceu na Mesquita Hassan II. Esses estudos requerem conhecimentos não só de matemática, como de arte, história de arte, informática, modelação por computador e engenharia.

## Fabrico
O fabrico de zellige é considerado uma arte, a qual é transmitida de geração em geração por maâlems (mestres de ofício). A longa formação começa na infância para atingir mestria excecional. A contínua atenção para os detalhes é uma parte importante do processo de criação do zellige. A pequena peça de esmalte, cortada com precisão e quadrados cobertos de esmalte são frequentemente montadas juntas numa estrutura geométrica como um puzzle para formar a peça final única. O processo não mudou muito durante mil anos, apesar da conceção e desenho ter começado a usar novas tecnologias, como computadores.